# Ponovna povezava
Ponovna povezava (angleško: The Reconnection) je duhovna tehnologija, ki jo je leta 1993 razvil Eric Pearl, in ki naj bi omogočala povezovanje aksiatonalnih linij ter zdravljenje s takšno ponovno povezavo. Eric Pearl trdi, da Ponovna povezava povzroča spreminjanje genetike, in da z vidika kvantne fizike povezuje strune. Glede na razmerje ponovne povezave s kvantno znanostjo velja tehnika za kvantni misticizem. Po trditvah zagovornikov dosega izjemne zdravstvene rezultate.

## Zgodovina
Eric Pearl je bil dolga leta kiropraktik v Los Angelesu, potem, ko naj bi mu avgusta 1993 »Judinja romskega porekla« Cipora Leiserowicz/Cipora Rekrut v Venice Beachu s pomočjo aksiatonalne poravnave (Axiatonal alignement) okrepila stik z Nevidnim svetom. Eric Pearl je leta 2001 izdal knjigo o ponovni povezavi in se posveča zdravljenju in poučevanju ponovne povezave.  Na podlagi ponovne povezave je na prehodu iz 20. v 21. stoletje Melissa Hocking Huges razvila kvantno bioenergijo (Quantum BioenergeticsTM), leta 2010 pa je Anja Petrović na podlagi ponovne povezave razvila sistem Tesla metamorfoza.

## Splošni nauki in izhodišča

### Onostranski svetovi
Nevidni svetovi so sestavljeni iz več ravni:
- prva raven: svet duš, ki nočejo zapustiti Zemlje oziroma svet duhov;
- druga raven (ni opisana);
- tretja raven: svet »neprijetnih energij«, kjer končajo samomorilske duše.;
- četrta raven: višji svet. V tem svetu naj bi komunikacija potekala brez govora.[11]

Bitja iz onostranstva nas spremljajo- tekom izvajanja Ponovne povezave lahko bitja celo komunicirajo preko klientov. Med bitji onostranskega sveta najdemo tako svetlobne vodnike kot angele. 

### Reinkarnacija
Dokler se duše ne naučijo dovolj lekcij, se morajo učiti preko kroga reinkarnacij. Na Zemlji bivamo, da bi se naučili lekcij, ki bi nam pomagale razviti se v popolnejše duše. 

### Dvanajst verig DNK
Čeprav imajo po sodobnih znanstvenih spoznanjih ljudje dve verigi DNK, naj bi po Ericu Pearlu prvotno imeli 12 verig DNK. Nekoč naj bi namreč planet Zemlja upravljala bitja iz območja Plejad, po sporu med dvema plejadskima frakcijama pa naj bi zmagovalci ostalim ljudem odtrgali deset verig DNK. Stopamo po »evolucijski« poti proti »prestrukturiranju« naše DNK.

### Pomen števila 3
Po pristopu Erica Pearla število 3 igra pomembno vlogo pri vzpostavljanju »ugodnih frekvenc«. Že gospa iz Venice Beacha, ki je Ericu Pearlu  naredila aksiatonalno povezavo, je to naredila za ceno 333 USD. Tudi sam Pearl za ponovno povezavo zaračunava 333USD ali 333EUR. Pri ponovni povezavi pomembno vlogo igra triangulacija, zdravilec, klient in frekvence ponovne povezave ustvarjajo trojico, pri zdravljenju s ponovno povezavo pa se običajno nekaj pomembnega zgodi šele pri tretjem obisku.

### Aksiatonalne linije in aksiatonalna povezava
Ni povsem jasno, od kod je prišla ideja o tim. aksiatonalnih linijah. Po nekaterih se je razvila znotraj kabalistične tradicije, po drugih pa gre za vplive kitajske kineziologije ali japonske akupunkture tsubo. Leta 1973 je J.J. Hurtak objavil obsežno poglavje o obstoju omenjenih  linij, ki so njegovem  enakovredne meridijanom tradicionalne kitajske medicine, le da so te linije na konceh odprte in telo povezujejo z zvezdami. Aksiatonalne linije naj bi bile še posebno močno povezane s hrbtenico in čakrami . Iz tradicionalne kitajske medicine poznani meridijani naj bi bili povezani s tim. regresivnimi aksiatonalnimi linijami, aksiatonalne linije v progresivnem smislu, ki naj bi telo povezovale z višjim jazom, pa so bile nekoč v preteklosti prekinjene. S ponovno povezavo teh linij naj bi se začela doba luči, preko povezave pa naj bi se spreminjali geni, telesni organi naj bi ozdraveli ali se obnovili, možno naj bi bilo ozdravljenje nekaterih težkih bolezni kot npr. rak in celo oživljanje umrlih. Na osnovi Hurtakovih opisov je nastalo več tehnik za vzpostavljanje ponovne povezave. Gospa, ki je ponovno povezavo naredila Ericu Pearlu, je uporabila tehniko risanja aksiatonalnih linij s prstom, sam Pearl pa je razvil tehniko z uporabo čakre dlani.

## Kako deluje ponovna povezava

### Zdravljenje s ponovno povezavo in ponovna povezava
Sistem Erica Pearla temelji na dveh osnovnih pristopih- na zdravljenju s ponovno povezavo in na (osebni) ponovni povezavi.
Zdravljenje s ponovno povezavo (Reconnective Healing) je namenjeno zdravljenju s pomočjo ponovne povezave. Praviloma gre za zdravljenje s strani praktika, ki ima opravljen seminar. Vendar Eric Pearl trdi, da je s ponovno povezavo mogoče zdraviti tudi preko iniciacije, prejete npr. skozi njegovo knjigo o zdravljenju s ponovno povezavo. Pri zdravljenju s ponovno povezavo naj bi preko zdravilca v telo klienta pritekalo ogromno različnih »energij« in »svetlobe«, zaradi česar zdravljenje s ponovno povezavo velja za energijsko zdravljenje v širši povezanosti »energije«, »svetlobe« in »informacij«. Običajno so pri zdravljenju s ponovno povezavo potrebna tri srečanja, ker se nekaj posebnega praviloma zgodi šele na tretjem. Trije obiski so splošna norma, saj učinkovitost zdravljenja z dodatnimi obiski pogosto začenja upadati.
Ponovna povezava (The Reconnection) pomeni ponovno povezavo aksitonalnih linij. Eric Pearl je razvil novo tehniko ponovnega povezovanja aksiatonalnih linij in sicer z uporabo čakre dlani, obenem pa se na klientovo telo iz te čakre projicira žarek za aktivacijo aksiatonalnih linij in opravi triangulacija v podobi Davidove zvezde. Tako vzpostavljena povezava, ki se na prejemniku opravi v dveh ločenih dnevih, naj bi bila trajna.

### Potek zdravljenja s ponovno povezavo
S ponovno povezavo po trditvah Erica Pearla pide do zdravljenja in preobrazbe s pomočjo menjave »svetlobe« in »informacij«. Zdravljenje s ponovno povezavo je bolj podobno duhovnemu zdravljenju. Je prej stanje bivanja kot pa zdravljenje. Praktik ponovne povezave v bistvu sploh ne zdravi, je le posrednik med Bogom in klientom. Zaščita pri delu s ponovno povezavo ni potrebna, ni potrebno izvajati zaščitnih obredov. Zaščitni obredi, uporaba simbolov in podobno je dajanje občutka lažne moči. Zdravljenje s ponovno povezavo lahko deluje celo, če ne verjamemo vanj, ker pri njem ne gre za zdravljenje z vero. Zdravljenje s ponovno povezavo običajno terja tri obiske, vendar število tretmanov ni fiksno določeno. Navzven je zdravljenje s ponovno povezavo pogosto videti tako, da praktik hodi okrog klienta na masažni mizi in približuje in oddaljuje dlani od klientovega telesa ob hkratnem čutenju »energije«, toda zdravljenje s ponovno povezavo je mogoče tudi zgolj z očmi ali pa na daljavo.

### Aktivacija sposobnosti za zdravljenje s ponovno povezavo
Eric Pearl svojim učencem prenaša sposobnost zdravljenja predvsem preko »aktivacije rok«. Toda do »uglasitve« lahko pride tudi preko branja knjige Erica Pearla o ponovni povezavi in preko obiska tretmana ponovne povezave, kjer klienti poročajo o nenavadnih dogodkih in občutjih. Frekvence ponovne povezave pa se prenašajo tudi preko kaset, zgoščenk, radia, televizije, interneta, revij, člankov…

### Reakcije
Odzivne reakcije se pri ponovni povezavi imenujejo registri. Registri so lahko premikanje očesnih zrkel, spremembe v dihanju, požiranje sline, solze ali smeh, gibanje s prsti, obračanje glave in gibanje telesa, občutki hladu ali vročine, občutek naelektrenosti, občutek razširjanja…

## Odnos med ponovno povezavo in znanostjo
Eric Pearl trdi, da izvajanje Ponovne povezave na svet prinaša svetlobo in informacije, da ponovno povezuje DNK verige in strune. Eric Pearl vidi povezavo med kvantno mehaniko in Ponovno povezavo tudi v tem, da »frekvence« ponovne povezave ne slabijo z razdaljo. Iz vidika sklicevanja na kvantno mehaniko kritiki podobne metode in tehnologije opredeljujejo kot obliko kvantnega misticizma, ki svoje koncepte opisuje z izrazoslovjem kvantne mehanike, vendar je po mnenju stroke psevdoznanost oz. šarlatanstvo. Raziskave Garyja Schwartza so po drugi strani nakazale, da pri zdravljenju s ponovno povezavo ne gre za običajno energijsko zdravljenje, saj se med zdravljenjem zgodi upad ravni gama sevanja.
Pri zdravljenju s pomočjo ponovne povezave naletimo na primere ozdravljenj težkih bolezni kot so rakava obolenja, AIDS itd… Tillerjeve raziskave naj bi pokazale, da zdravilne frekvence zdravljenja s ponovno povezavo povzročajo povečanje viška proste termodinamične energije, kar bi lahko pojasnilo spremembo energije pri praktikih in nenadno sposobnost zdravljenja drugih. Schwarzove raziskave naj bi pokazale, da praktično vsi udeleženci seminarja o zdravljenju s ponovno povezavo pridobijo večje sposobnosti za energijsko zdravljenje. Korotkove raziskave pa naj bi pokazale, da se tekom seminarja signifikantno spreminja elektromagnetno polje v prostorih seminarja. Nobena teh trditev ni bila rigorozno znanstveno preverjena. 
Genetik James H. Thomas z Univerze v Washingtonu je na vprašanje o Pearlovih trditvah glede DNK odgovoril, da je Pearl bodisi šarlatan, bodisi blodnjav, njegove trditve pa da niso vredne pozornosti.

## Odnos med etiko ponovne povezave in medicinsko etiko
Eric Pearl se zavzema za to, da običajno najprej poskusimo doseči zdravje z uporabo naravnih metod, če pa te ne delujejo, nam še vedno ostane medicinska znanost kot naslednja logična izbira. Vendar pa v primeru kritičnih stanj ali nujne prve pomoči Eric Pearl od svojih praktikov zahteva, da dajejo prednost medicini. Poleg tega Eric Pearl vztraja, da praktiki ponovne povezave ne dajejo nasvetov o jemanju ali opuščanju zdravil, ker praktiki nimajo medicinskega znanja, takšni nasveti pa lahko klientom povzročijo škodo.